# Space Quest III
Space Quest III: The Pirates of Pestulon es un juego de aventura gráfica de 1989 hecho por Sierra On-Line, y el tercer juego en la serie Space Quest.

## Trama
La cápsula de escape de Roger Wilco del final de Space Quest II se encontraba flotando en el espacio hasta que es recogida por un cargador de basura automático. Tras encontrar una nave espacial abandonada en medio de la basura, Roger se dispone a repararla para poder escapar. Roger visita una variedad de lugares, incluyendo un restaurante de comida rápida llamado Monolith Burger, y el planeta desértico llamado Phleebhut. En este último, se mete en problemas cuando Arnoid el aniquilador (un androide parecido al exterminador de Arnold Schwarzenegger) comienza a perseguirlo por no pagar por un silbato adquirido en Space Quest II. Con la información que encuentra allí y en Monolith Burger, Roger finalmente descubre las actividades siniestras de una compañía de videojuegos llamada ScumSoft, que es controlada por los «piratas de Pestulon».
Pestulon, una pequeña luna del planeta volcánico Ortega, se encuentra cubierto por una vegetación suave parecida al musgo, cubierta de árboles torcidos. Elmo Pug, el CEO de ScumSoft, ha raptado a dos hombres de Andrómeda para obligarlos a diseñar juegos espantosos.
Roger consigue escabullirse a la entrada del edificio supuestamente impenetrable de ScumSoft (un homenaje a la entrada secreta del generador del escudo de El regreso del Jedi) y rescata a los dos programadores. Cuando es descubierto, se ve obligado a luchar contra Pug en un juego que combina combate al estilo de los mechas gigantes con robots de Rock 'Em Sock. Luego de ganar, Roger y los dos hombres logran escapar. Tras pelear contra varias naves espaciales de ScumSoft, el trío se entera de que el dispositivo para viajar a la velocidad de la luz está dañado. Uno de los hombres logra arreglarlo antes de que el protagonista pueda fijar un rumbo, y el trío es enviado a una dimensión paralela a través de un agujero negro. Al final del juego, Roger entrega a los dos diseñadores de juegos al presidente de Sierra On-Line, Ken Williams, en la Tierra, antes de que Roger abandone el planeta, luego de no conseguir trabajo como conserje.

## Jugabilidad
Algunas versiones de PC del juego admiten movimiento con ratón y una nueva y mejorada entrada de texto. El movimiento del ratón todavía se encontraba en un estado primitivo en la época de lanzamiento del juego, por lo que Roger es incapaz de navegar alrededor de los obstáculos del mundo del juego automáticamente y, en su lugar, se detendrá al toparse con alguno. Los ratones de computadora eran relativamente nuevos en aquel entonces, y el movimiento de ratón de Sierra mejoraría en los siguientes juegos.

### Astro Chicken
Astro Chicken es un minijuego de arcade en Space Quest III. La jugabilidad consiste en intentar que un pollo caiga en un trampolín. Las mecánicas del juego son similares a aquellas de Lunar Lander, con la excepción de que el pollo rebotará ileso en caso de que impacte muy fuerte con el trampolín. Llegar a una máxima puntuación revelará un mensaje secreto de socorro de los dos hombres de Andrómeda. La música del minijuego es una variación de Chicken Reel, una canción folclórica tradicional conocida por su uso en las caricaturas animadas. Sierra lanzó el minijuego de Astro Chicken como una demo para promover Space Quest III.

## Desarrollo
Space Quest III fue desarrollado usando una versión temprana del motor SCI de Sierra. A diferencia de las entregas anteriores de la serie, el jugador ya no puede elegir el nombre del protagonista. Desde este juego en adelante, el personaje es conocido como Roger Wilco, el nombre que anteriormente había sido el predeterminado.
Cuenta con música compuesta por el baterista de Supertramp, Bob Siebenberg, y fue uno de los primeros juegos en admitir la nueva tarjeta de sonido Sound Blaster. Los efectos de sonido incluyen muestreo de audio digitalizado, como la voz de Roger diciendo «¿Dónde estoy?» durante la introducción. Los efectos digitalizados pueden ser oídos en las versiones de Tandy, Amiga y Macintosh del juego. Aunque Space Quest III haya sido diseñado para utilizar la capacidad de Sound Blaster para reproducir muestras digitales, la inclusión de un controlador de audio incorrecto inhabilitó los efectos para los usuarios de IBM PC con la tarjeta de Sound Blaster.

Space Quest III fue lanzado el 24 de marzo de 1989.
Varios intentos de remakes hechos por fanes fueron cancelados a lo largo de los años. En 2003, una demo de VGA no jugable fue lanzada. En 2023, un remake hecho por fanes titulado Space Quest 3D fue lanzado.

## Recepción
En la edición de septiembre de 1989 de C&VG (número 94) el analista le dio a la versión de Atari ST de Space Quest III un puntaje de 83%, llamándolo «disfrutable y adictivo». En 1989, Dragon le dio al juego 4 de 5 estrellas. Las versiones de Macintosh y PC/MS-DOS del juego también recibieron 4 de 5 estrellas. Compute! elogió los gráficos del juego y el audio de la tarjeta de sonido, afirmando que fueron los mejores de la serie. STart también elogió los gráficos y sonido de la versión de ST. Mientras advertía que Space Quest III era «básicamente una aventura de texto» que requería adivinanzas de sintaxis y cargado de partida frecuente, la revista lo describió como «no muy difícil» y adecuado para aquellos que sean nuevos en los juegos de aventura. Computer Gaming World le dio al juego una reseña positiva, señalando mejoras en la presentación y las secuencias de acción, en comparación con los predecesores. En 1989, la revista le dio un premio especial por Logros en el Sonido, y, en 1996, listó la venta de las partes del cuerpo del jugador en una carnicería en el segundo puesto de «las 15 mejores formas de morir en los juegos de computadora».
Los editores de la guía de estrategia de PC de Game Player le dieron a Space Quest III los premios al «mejor juego de aventura y rol de PC» y «mejores gráficos de PC EGA» en 1989.
En la edición de mayo de 1990 de Games International, John Scott llamó al juego «¡Brillante! Los gráficos son súper». También creyó que la banda sonora fue «lo mejor que he encontrado en cualquier juego de computadora». Señaló la racha de humor a lo largo del juego, diciendo que «a veces es retorcido, otras veces es cruel, pero siempre es divertido». Criticó los tiempos de carga largos para cada pantalla, y el hábito de la computadora de exigir un cambio de disco antes de que termine la secuencia de guardado. No obstante, le dio a la jugabilidad y los gráficos un puntaje excelente de 9, diciendo «creo que te gustará esto. A mí me gustó. Mucho».
De acuerdo con Sierra On-Line, las ventas combinadas de la serie de Space Quest sobrepasaron las 1,2 millones de unidades para finales de marzo de 1996.